# Kanton Escurolles
Der Kanton Escurolles war bis 2015 ein französischer Wahlkreis, im Arrondissement Vichy, im Département Allier und in der Region Auvergne. Der Hauptort (frz.: chef-lieu) war Escurolles. Die landesweiten Änderungen in der Zusammensetzung der Kantone brachten im März 2015 die Auflösung des Kantons. Sein letzter Vertreter im conseil général des Départements war Jean-Jacques Rozier (DVD).

## Gemeinden
| Gemeinde              | Einwohner Jahr | Fläche km² | Bevölkerungsdichte | Code INSEE | Postleitzahl |
| --------------------- | -------------- | ---------- | ------------------ | ---------- | ------------ |
| Bellerive-sur-Allier  | 8.565 (2013)   | 18,97      | 452 Einw./km²      | 03023      | 03700        |
| Broût-Vernet          | 1.207 (2013)   | 31,71      | 38 Einw./km²       | 03043      | 03310        |
| Brugheas              | 1.426 (2013)   | 26,81      | 53 Einw./km²       | 03044      | 03700        |
| Charmeil              | 823 (2013)     | 7,4        | 111 Einw./km²      | 03060      | 03110        |
| Cognat-Lyonne         | 703 (2013)     | 12,51      | 56 Einw./km²       | 03080      | 03110        |
| Escurolles            | 754 (2013)     | 13,27      | 57 Einw./km²       | 03109      | 03110        |
| Espinasse-Vozelle     | 946 (2013)     | 17,87      | 53 Einw./km²       | 03110      | 03110        |
| Hauterive             | 1.194 (2013)   | 8,08       | 148 Einw./km²      | 03126      | 03270        |
| Saint-Didier-la-Forêt | 380 (2013)     | 33,59      | 11 Einw./km²       | 03227      | 03110        |
| Saint-Pont            | 612 (2013)     | 12,31      | 50 Einw./km²       | 03252      | 03110        |
| Saint-Rémy-en-Rollat  | 1.662 (2013)   | 20,84      | 80 Einw./km²       | 03258      | 03110        |
| Serbannes             | 788 (2013)     | 14,3       | 55 Einw./km²       | 03271      | 03700        |
| Vendat                | 2.226 (2013)   | 16,76      | 133 Einw./km²      | 03304      | 03110        |